# Ion (DC Comics)
Pour l’article homonyme, voir Ion (homonymie).
Ion est un personnage de fiction de l'univers de DC comics qui fait sa première apparition en tant que Kyle Rayner dans le comic book Green Lantern vol. 3, #145 écrit par Judd Winick et illustré par Dale Eaglesham.
Ion fut la nouvelle identité du héros Green Lantern Kyle Rayner. Plus tard, il est révélé que Ion est en fait l'entité de la volonté qui accorde ses pouvoirs au Green Lantern avec lequel il effectue un mutualisme consentant. Ceci fait suite à l'histoire, dans la minisérie Green Lantern: Rebirth (2004-2005), où Parallax est montré comme étant l'entité de la peur ayant la capacité de parasiter d'autres organismes.
Au début de Sinestro Corps War, Ion sera capturé par Sinestro et séparé de Kyle, qui deviendra le nouvel hôte de Parallax. Il sera gardé sur Qward par l'Anti-Monitor.